# Pseudophilautus popularis
Philautus popularis es una especie de ranas que habita en  Sri Lanka.